# Canale di Drake
Il canale di Drake (anche noto come passaggio di o stretto di Drake; in spagnolo: Mar de Hoces, Pasaje de Drake o Paso Drake) è il tratto di mare che separa capo Horn, l'estremità più meridionale dell'America meridionale, dalle isole Shetland Meridionali, in Antartide.

## Storia
Il canale di Drake è stato chiamato così in onore di Francis Drake, la cui ultima nave, dopo aver passato lo stretto di Magellano, nel settembre 1578 fu spinta ancora più a sud, a dimostrazione dell'esistenza di un collegamento tra l'Atlantico e il Pacifico.
Un secolo prima questo canale era stato chiamato mar di Hoces da una flotta di navi spagnole che nel 1525, guidate da Francisco de Hoces, furono spinte a sud prima di entrare nello stretto di Magellano e ipotizzarono l'esistenza di questo canale.
Il primo a navigare nel canale di Drake fu invece l'esploratore olandese Willem Schouten nel 1616 a bordo della nave Eendracht, che diede anche il nome a capo Horn.

## Geografia

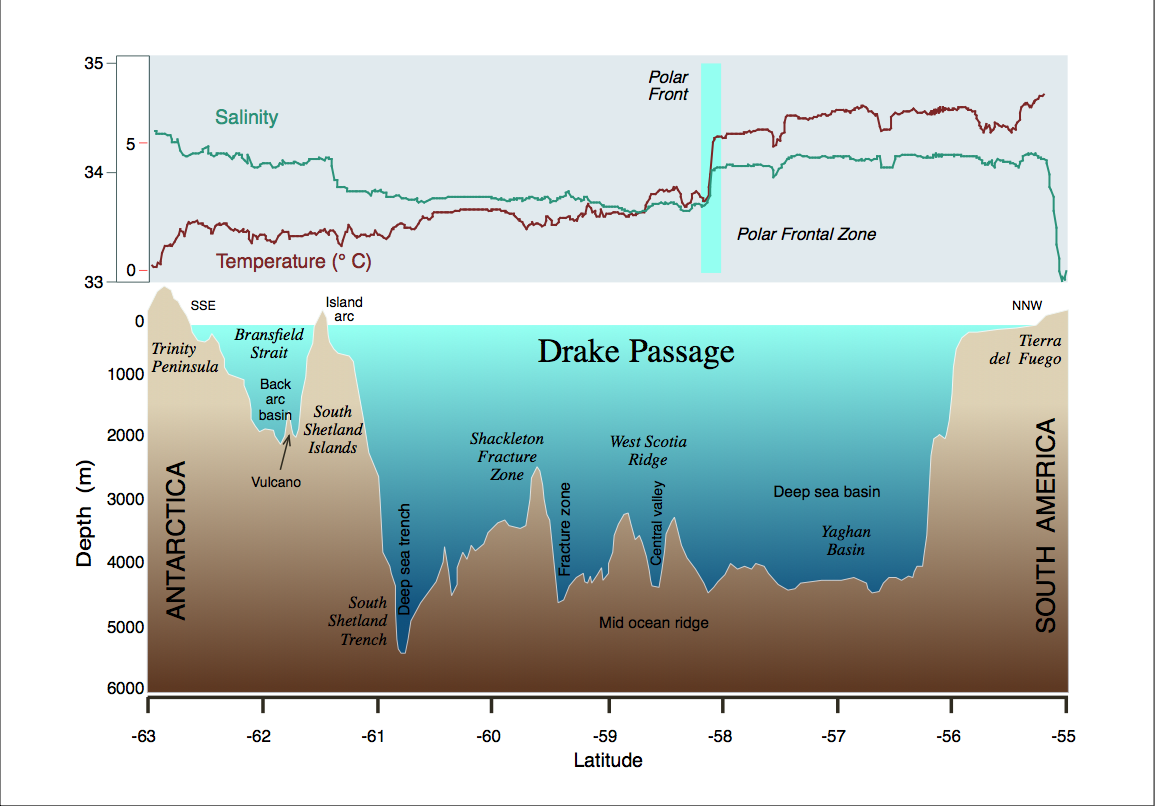
Profilo batimetrico con salinità e temperatura dell'acqua in superficie

Il canale congiunge il mar di Scotia, la parte sud-occidentale dell'Oceano Atlantico, con la parte sud-orientale dell'Oceano Pacifico. Il canale è largo 645 km ed è situato ad una latitudine completamente priva di terre emerse; ciò permette alla Corrente Circumpolare Antartica (che qui assume il nome di corrente di Capo Horn) di percorrere l'intero globo in modo ininterrotto, rendendolo uno dei tratti di mare più burrascosi dell'intero pianeta.